# Heinrich Gürsching
Heinrich Gürsching (* 10. Mai 1896 in Fessenheim; † 10. Dezember 1955 in Ludwigsburg) war ein deutscher Archivar.

## Leben
Gürschings Vater war Pfarrer. Heinrich Gürsching legte sein Abitur am Gymnasium bei St. Anna in Augsburg ab und trat anschließend in das 7. Bayerische Infanterie-Regiment (Bayreuth) ein. Im Ersten Weltkrieg wurde Gürsching als Leutnant schwer verwundet; eine starke Gehbehinderung blieb zurück. Ab 1918 studierte Gürsching an den Universitäten Würzburg und München Germanistik und Geschichte. Anschließend absolvierte er die Archivarsausbildung an der bayerischen Archivschule in München, bevor er von 1926 bis 1931 wissenschaftlicher Hilfsarbeiter beim Landeskirchenrat in München war. Von 1931 bis 1952 bekleidete Gürsching den Posten eines Archivrats am Archiv der bayerischen Landeskirche in Nürnberg. Im Zweiten Weltkrieg war Gürsching als Hauptmann und Major im Kriegsdienst. 
1952 ging Gürsching als Leiter an das Landeskirchliche Archiv, das sich damals in Ludwigsburg befand.
Gürsching war verheiratet mit Wilhelmine, geborene Mayer, beide hatten drei Kinder. Er starb im Dezember 1955 an den Folgen eines Verkehrsunfalls.

## Veröffentlichungen
- Die Unionspolitik der Reichsstadt Nürnberg vor dem Dreissigjährigen Kriege (1608–1617). Kaiser, München 1932 (Einzelarbeiten aus der Kirchengeschichte Bayerns; 14) (Teilw. zugl.: Würzburg, Univ., Diss., 1922).
- Die Anfänge der Münchener evangelischen Gemeinde. In: Luther. Zeitschrift der Luthergesellschaft. Bd. 7 (1925), S. 67–79.
- Die Entstehung des Ansbacher Konsistoriums. In: Zeitschrift für bayerische Kirchengeschichte (1929), S. 13–48.
- Evangelische Hospitäler: Studien zur Rechtsgeschichte der „Vereinigten Wohltätigkeitsstiftungen“ Memmingen. Verlags- und Druck-Genossenschaft, Memmingen 1930.
- Zur Geschichte des bayerischen Hauptpredigers. In: Zeitschrift für bayerische Kirchengeschichte (1935), S. 1–20.
- Fränkische Dunkelmännerbriefe der Aufklärung. In: Zeitschrift für bayerische Kirchengeschichte (1936), S. 195–210.
- Das Alumneum in Wunsiedel. In: Zeitschrift für bayerische Kirchengeschichte (1939), S. 20–33.
- Nürnberg und der Stahlstich. In: Mitteilungen des Vereins für Geschichte der Stadt Nürnberg. Bd. 40 (1949), S. 207–235.
- Hrsg.: Festgabe aus Anlaß des 75. Geburtstages von D. Dr. Karl Schornbaum, Archivdirektor i. R., Professor an der Universität Erlangen, Mitglied der Bayerischen Akademie der Wissenschaften, am 7. März 1950. Ph. C. Schmidt, Neustadt a. d. Aisch 1950.
- Bayern und die Collektenkasse des Corpus Evangelicorum : (Schluß). In: Zeitschrift für bayerische Kirchengeschichte (1952), S. 45–71.
- Friedrich Immanuel Niethammer und das bayerische Generalkonsistorium: 1808. In: Zeitschrift für bayerische Kirchengeschichte (1952), S. 165–180.
- Karl Schornbaum zum Gedächtnis. In: Zeitschrift für bayerische Kirchengeschichte (1953), S. 145–150.
- Jakob Andreae und seine Zeit. In: Blätter für württembergische Kirchengeschichte. Bd. 3, N.F. 54 (1954), S. 123–156.
- Das archivalische Antlitz der altwürttemberger Territorialkirche. In: Archivalische Zeitschrift. Bd. 50/51 (1955), S. 41–56.
- Evangelische Pfarregistraturen in Bayern und Württemberg. In: Zeitschrift für bayerische Kirchengeschichte. Bd. 25 (1956), Heft 1, S. 55–65.